# Кліматична фантастика
Кліматична фантастика — піджанр наукової фантастики, яка розглядає питання зміни клімату через антиутопію, апокаліптичну та постапокаліптичну наукову фантастику, описуючи майбутнє, у якому людина повинна вижити на планеті, яка зазнала змін. Термін "Кліматична фантастика " також скорочується до Cli-Fi.

## Історія
Термін був введений Деном Блумом у 2007 році, щоб створити піджанр наукової фантастики, темою якого була зміна клімату.
Як зазначили Сюзанна Лейкам і Джулія Лейда, кліматична фантастика в жодному разі не є радикальною новинкою. Історії про втручання людини в клімат вже можна знайти в космогонічних міфах корінних американців, у грецькій міфології та в поезії англійського Відродження. Кліматичну фантастику відрізняє акцент на людині як «причині» зміни клімату та катастрофічних наслідків, які це породжує. У цьому сенсі cli-fi показує, що її вплинув або, принаймні, вписується в найновіші жанри наукової фантастики, серед яких Лейда та Лейкам також згадують Соларпанк, хоча останній характеризується більш помітним наголосом на оптимістичній концепції майбутнє.
Серед публікацій, які найкраще представляють літературний жанр, є Солар (2010) Іена Мак'юена, у якому розповідається про лауреата Нобелівської премії, який намагається отримати відновлювану енергію, відтворюючи процес фотосинтезу рослин. Ще одне відоме ім'я в цьому жанрі — Маргарет Етвуд, авторка трилогії, в якій планета, дедалі більше приголомшена кліматичними змінами та на якій широко використовується генна інженерія, постраждала від епідемії. Орікс і Деркач 2003 року, Рік потопу 2009 року та Інший початок 2013 року — три назви антиутопічної трилогії.
Деякі автори висвітлювали подібні теми ще до того, як почали обговорювати зміни клімату. Це роман Жуля Верна «Світ навиворіт» (1889), де герої повинні боротися, щоб повернути земну вісь у початкове положення. Джеймс Баллард публікує «Вітер нізвідки» (1961), у якому розповідається про прибуття урагану, здатного знищити всі будівлі та працю людей. У «Світі, що потонув» (1962) глобальне потепління спричиняє танення льодовиків і підвищення рівня морів, які затоплюють великі міста Європи та Північної Америки. Роман «Випалена земля» (1964) описує світ, у якому бракує води через забруднення, яке заблокувало процес випаровування морської води.

## Кіно
У кінематографі деякі приклади цієї тенденції представлені фільмами:
- Зелений сойлент, 1973[4]
- Післязавтра, 2004[4]
- ВАЛЛ•І, 2008[4]
- Крізь сніг, 2013[4]
- Божевільний Макс: Дорога гніву, 2015[4]

## Примітка
1. 1 2 3 4 5 6  Climate Fiction, gli scrittori raccontano la terra malata. 26 aprile 2016.
2. ↑  Susanne Leikam; Julya Leida. Cli-Fi and American Studies: An Introduction. Amerikastudien / American Studies (62).
3. ↑  L'armosfera letale di Bruce Sterling.
4. 1 2 3 4 5  Cli-fi (climate fiction) on the big screen changes minds about real climate change (англ.). 8 febbraio 2019.

## Інші проекти
- Wikimedia Commons contiene immagini o altri file su Climate-fiction